# Fabio Pecchia
Fabio Pecchia (Formia, 24 augustus 1973) is een Italiaans voormalig voetballer die als middenvelder speelde.

## Carrière
Pecchia begon zijn carrière in 1991 bij US Avellino en speelde tussen 1993 en 2006 voor SSC Napoli, Juventus FC, UC Sampdoria, Torino FC en Bologna FC 1909. Met Juventus werd hij in 1998 kampioen van de Serie A. Pecchia beëindigde zijn spelersloopbaan in 2009.